# طابع بنائي

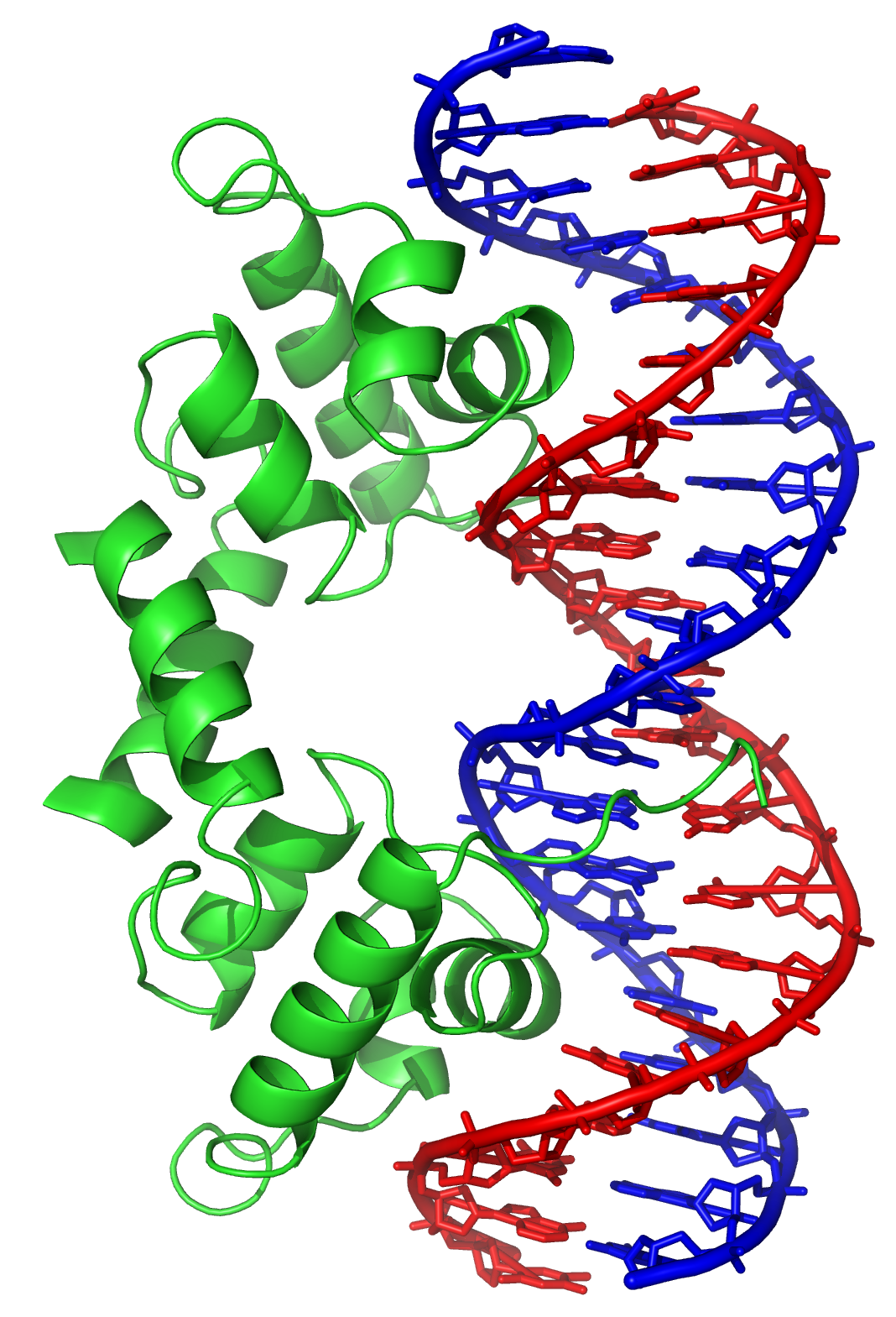
الحمض النووي

الطابع البِنيَوي (أو الطابع الهيكلي) هو مصطلح يستخدم في العلوم لوصف النمط الذي يتبعه هيكل أو بنية مادة تحت الدراسة. يكثر استخدام هذا المصطلح في الجزيئات الحيوية مثل البروتينات أو الأحماض النووية، وذلك لمعرفة الطابع الهيكلي ثلاثي الأبعاد الظاهر في عدد متنوع ومختلف من الجزيئات غير المتعلقة ببعض من ناحية التطور.